# Erkanbald

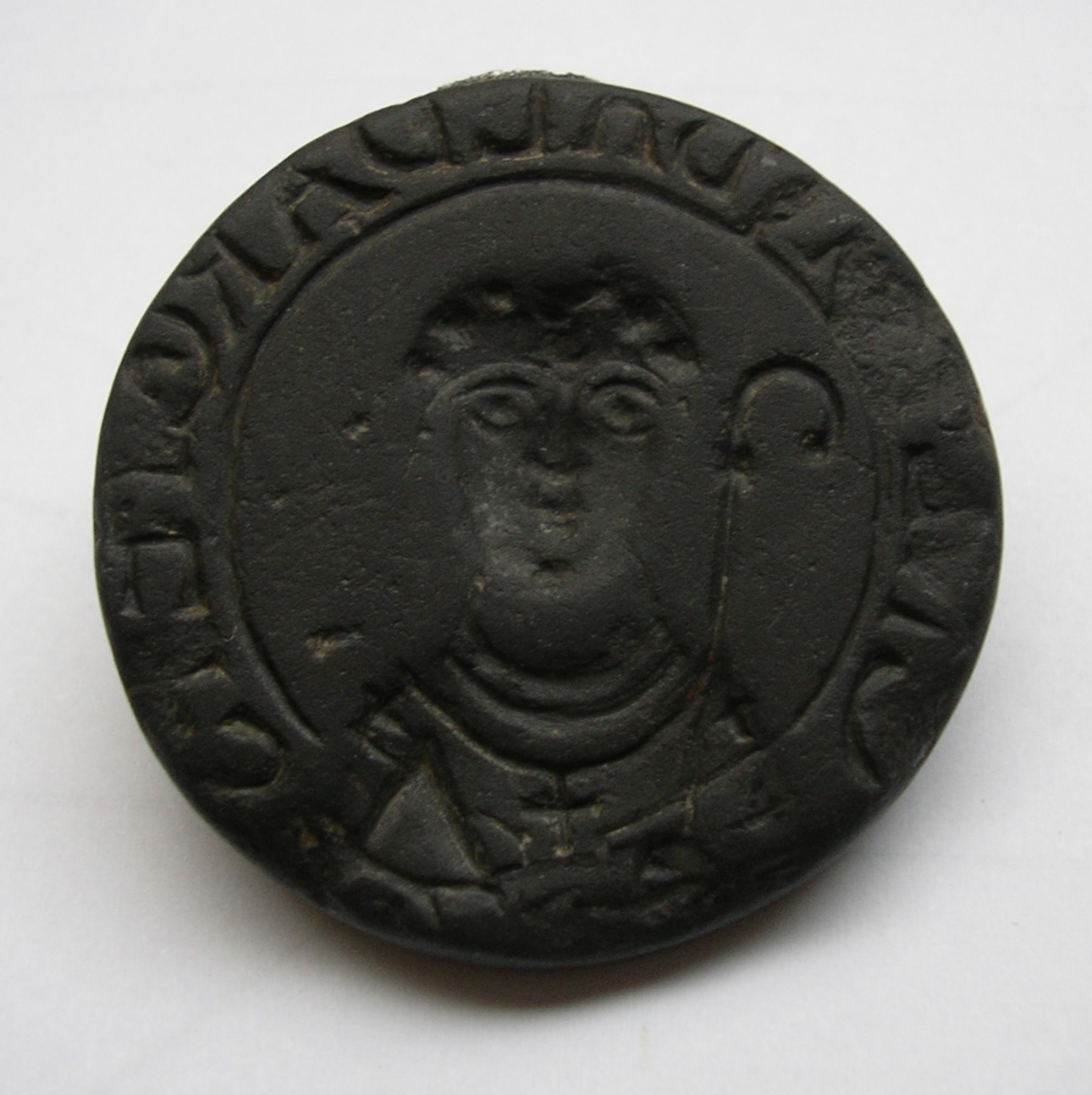
Siegelstempel des Erzbischofs Erkanbald, Schiefer, um 1011. Gemeinsamer Besitz von Museum für Hamburgische Geschichte und Focke-Museum Bremen.

Erkanbald OSB, auch Erchanbald, (* um 967; † 17. August 1021) war von 997 bis 1011 Abt von Fulda und von 1011 bis zu seinem Tod Erzbischof von Mainz. Er liegt in der Mainzer Johanniskirche, dem „alten Dom“, begraben.

## Leben
Erkanbald stammte aus der Familie der Grafen von Ölsburg und war mit Bischof Bernward von Hildesheim verwandt. Seine Eltern sind nicht bekannt, geboren wurde er wahrscheinlich um 967, denn er war etwa 30 Jahre alt, als er Abt wurde.
Im Jahre 1001 zog Erkanbald zusammen mit den Bischöfen Burchard von Worms und Heinrich I. von Würzburg als Aufgebot des Erzbistums Mainz nach Italien, um Otto III. militärisch zu unterstützen. Ohne mit dem Kaiser zusammengetroffen zu sein, erhielten sie Ende Januar 1002 bei Lucca (Toskana) die Nachricht von dessen Tode am 23. oder 24. Januar 1002 in Castel Paterno bei Faleria, worauf sie wieder umkehrten. Ein Anschluss an den Leichenzug Ottos ist nicht erfolgt. Das Aufgebot nahm in beide Richtungen wahrscheinlich den Weg am Rhein entlang über einen der Bündner Pässe und dann über den Cisa-Pass.
Als Abt und später als Erzbischof unterstützte er Kaiser Heinrich II., dem er auch die Ernennung zum Mainzer Erzbischof zu verdanken hat. Nach dem Zeugnis der Vita Godehardi (c. 25) nahm Bernward von Hildesheim die Bischofsweihe am 1. April 1011 vor. Diesen wiederum hatte Erchanbald im Streit um Gandersheim gegen Erzbischof Willigis von Mainz unterstützt.
Als Abt von Fulda unterstützte Erchanbald Heinrich 1002 und 1003 am Mittelrhein und in Franken. Er unterstützte 1007 die Errichtung des Bistums Bamberg. 1008 stand er in der Luxemburger Fehde wiederum auf Seiten Heinrichs.

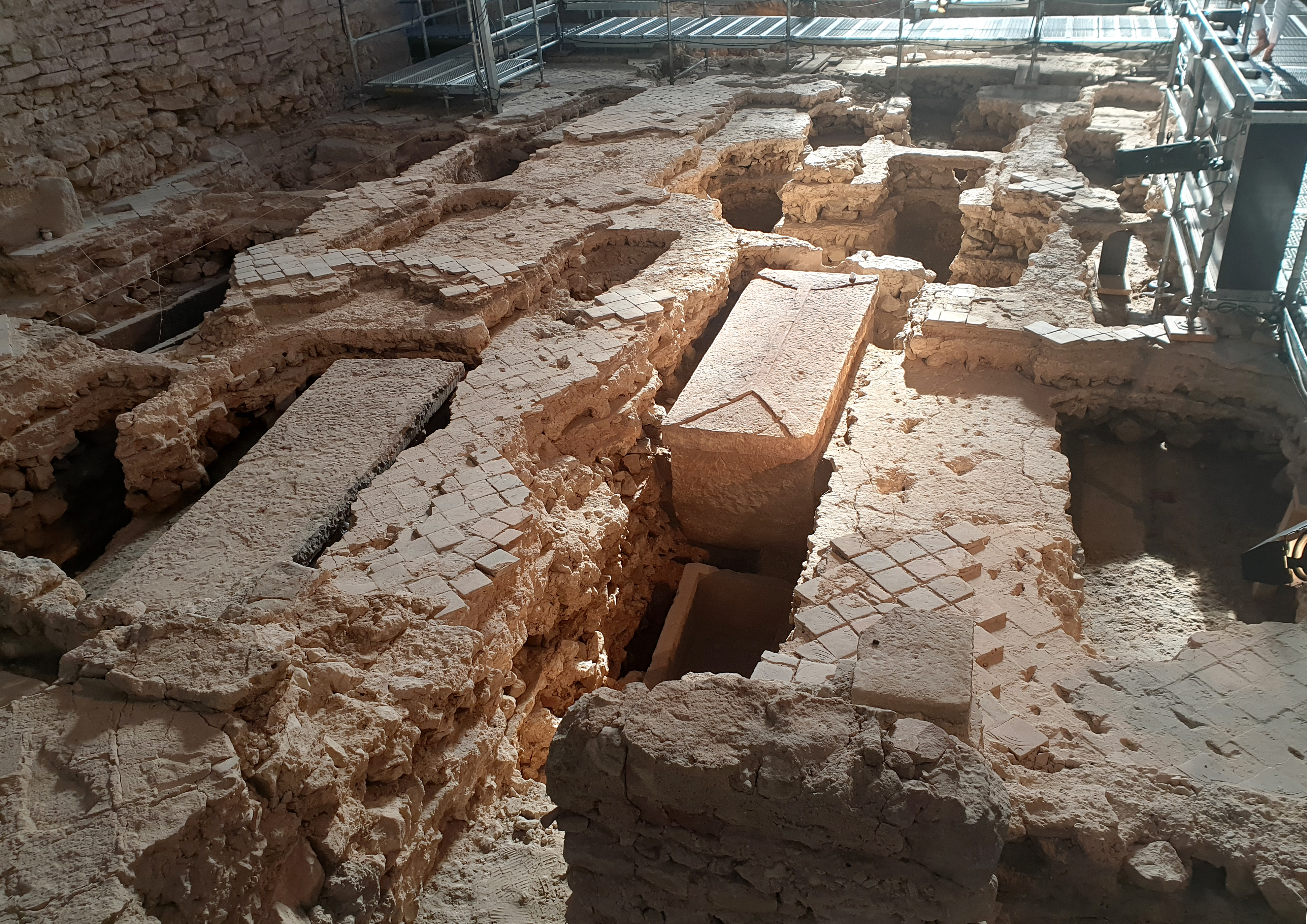
Sarkophag von Erzbischof Erchanbald in St. Johannis in Mainz (mittig mit pfeilartigem Muster)

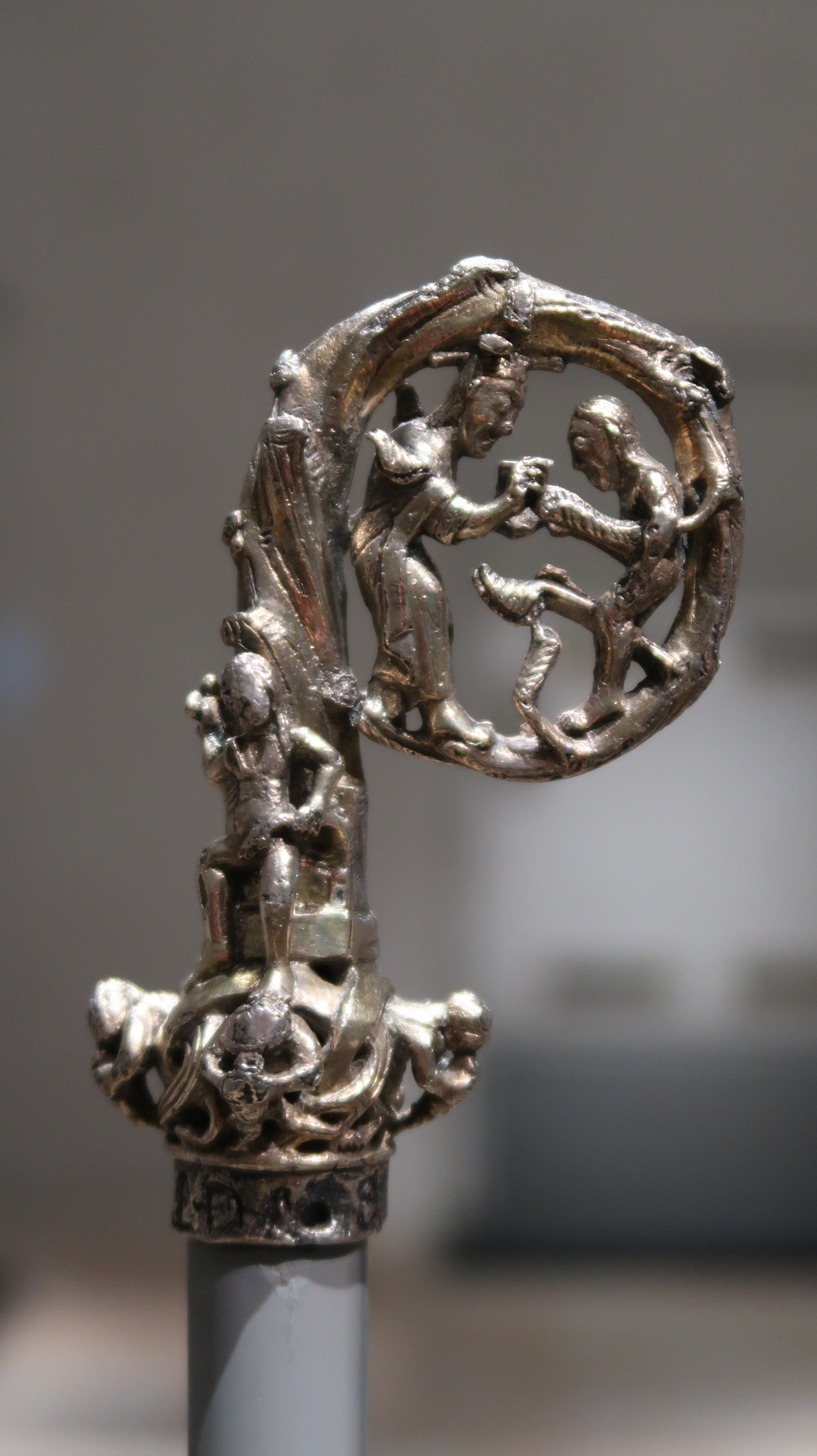
Die Krümme Erkanbalds Abstabes: Die beiden Szenen zeigen oben das Gebot des Schöpfers an Adam, nicht vom Baum der Erkenntnis zu essen, und unten den Verstoß gegen dieses Gebot im Sündenfall.

Das italienische Erzkanzleramt seines unmittelbaren Vorgängers Willigis erhielt er von Heinrich II. offenbar nicht. Einige Male erscheint er als Intervenient in den Urkunden des Kaisers, und er weihte die Bischöfe von Verden und Prag seiner Kirchenprovinz Mainz. 1013/1014 nahm er am Romzug teil, danach unterstützte er den Kaiser bei der Durchführung der Reform in Fulda. Auch in der Politik in Niederlothringen und gegenüber Polen unterstützte er den Kaiser.
In kirchenrechtlichen Fragen neigte er der Klosterreform von Gorze zu. Im Hammersteiner Ehestreit sorgte Erkanbald mit dafür, dass sich Graf Otto zwischenzeitlich von seiner Gemahlin Irmingard trennen musste (1018). Kurz vor seinem Tod erhob Erchanbald Heilig-Kreuz, vormals St. Maria auf dem Felde (Sancta Maria in Campis), zum Kollegiatstift.

## Archäologische Funde
1991 identifizierte man einen Bodenfund aus Schiefer als Siegelstempel des Erzbischofs.
Im Juni 2019 wurde ein Sarkophag in der Mainzer Johanniskirche von Archäologen geöffnet. Die Untersuchungen ergaben, dass es sich bei dem darin befindlichen Leichnam um Erzbischof Erkanbald handelt. Indizien waren, folgt man der Restauratorin Anja Bayer, eine Kasel aus blau eingefärbter Seide, die mit einer Goldborte am Nacken des Toten abschloss. Auf der Kasel habe wiederum ein Wollstoff gelegen, bei dem es sich um ein Pallium handle. Auch trug der Tote Pontifikalschuhe. Diese Teile der Kleidung standen nur höchsten Klerikern, insbesondere Bischöfen zu. Untersuchungen durch die Anthropologin Carola Berszin ergaben, dass der 1,82 m große, 40 bis 60 Jahre alte Mann etwa 70 kg gewogen hat, und dass er unter Gicht in den Füßen litt sowie an Morbus Bechterew. Warum er verkehrt herum im Sarg lag, ist unklar. Genetische Untersuchungen sollen in Bozen erfolgen.